# Photobacterium damselae subsp. piscicida
Photobacterium damselae subsp. piscicida (conocida anteriormente como Pasteurella piscicida) es una bacteria gram-negativa con forma de bastón capaz de causar enfermedades en los peces.
Fue aislada por primera vez en la bahía de Chesapeake (EE. UU.), y desde entonces se ha descrito en un gran número de especies en Europa, Asia y América del Norte, representando un factor limitante para la industria productora de pescado.

## Enfermedad
La pasteurellosis ha sido descrita también como fotobacteriosis (debido a una modificación en la posición taxonómica), siendo causada por la bacteria halófila Photobacterium damselae subsp. piscicida. Las colonias bacterianas crecen en los peces infectados en órganos como hígado, riñón o bazo, dando lugar a la aparición de granulomas blancos en las vísceras (formados por células bacterianas, epiteliales y fibroblásticas). Los síntomas característicos externos son una pérdida de peso en los peces, un oscurecimiento de la piel y necrosis localizada en las branquias, aunque alguno de ellos puede estar ausente si se da la enfermedad en forma aguda.
Provoca mortalidades eventuales, originando severas pérdidas en la industria de la piscicultura. La enfermedad es difícil de erradicar mediante tratamientos con antibióticos y hay evidencias de que los portadores pueden sufrir re-infección en condiciones de estrés. Este estrés está relacionado con una inadecuada temperatura y salinidad del agua, mezcla de especies, hacinamiento, falta de oxígeno, tóxicos en el medio (derivados del nitrógeno y cloro, entre otros), dieta inapropiada, etc.
Este microorganismo es dependiente de la temperatura y normalmente ocurre cuando el agua supera los 18-20 °C. Bajo esa temperatura, el pez es portador pero no desarrolla la enfermedad o lo hace de manera subclínica (síntomas muy leves).